# János Pilinszky
 János Pilinszky, (Budapest, 25 de noviembre de 1921 – Budapest 27 de mayo de 1981, uno de los más importantes poetas de inspiración católica húngaros del siglo XX.
Miembro póstumo de la Academia Literaria Digital desde 1998.

## Biografía
Nació en una familia de intelectuales en Budapest.
Su padre, János Pilinszky era ingeniero y jurista. Luchó en la Primera Guerra Mundial, y a su término se colocó en una oficina de correos de Budapest. Murió de una úlcera gástrica en 1937 siendo inspector general. Su madre, Veronika Baitz trabajó también en correos, y participó en la guerra como enfermera.
En la escuela elemental de la calle "Cukor" (1927-1931) empezó sus estudios, que continuó en el instituto escolapio de Budapest (1931-1939).
Allí terminó sus estudio de bachillerato en 1939. Finalizados sus estudios medios empieza a estudiar derecho en la Universidad de Ciencias Péter Pázmány, pasándose luego a la facultad de letras, especialidad de húngaro-italiano-historia del arte. Finalizó la universidad en 1944 pero sin diplomarse.
Sus primeras poesías aparecen entre 1938 y 1939 en los periódicos "Napkelet", "Élet" y "Vigilia". Entre 1941 y 1944 fue ayudante de redactor. En noviembre de 1944 es llamado a filas. En febrero de 1945 llega al pueblo alemán de Harbach, donde (enfermando en éste y otros campos) llega a ver el espantoso mundo de los campos de concentración, que define toda su vida y poesía.
En otoño de 1945 puede volver a su ciudad natal.
Entre 1946 y 1948 fue redactor colaborador de "Újhold", pero fuertes lazos le unen a los equipos de "Vigilia" y "Válasz".
"Válasz" y "Magyarok" publicaron sus poemas.
Su primer volumen de poesía lo publicó la compañía "San Esteban" en 1946, con el que obtuvo el premio Baumgarten el siguiente año.
Entre 1947 y 1948 con beca romana pasó varios meses en Italia.
Desde 1949 no pudo publicar.
Durante este tiempo escribió cuentos en verso, y con un libro de ese género ("Aranymadár") pudo regresar a la vida literaria.
El 12 de octubre de 1955 se casó con la pintora Anna Márkus, pero algunos meses después se divorciaron. Anna, tras la revolución húngara de 1956 emigró a París, donde volvió a casarse, pero mantuvo relaciones de amistad con Pilinszky.
En 1956 fue por poco tiempo lector de la editorial "Magvető Kiadó".
A partir de 1957 fue colaborador interno del semanario católico "Új ember".
En gran parte aquí aparecen sus folletines, reflexiones religiosas y filosóficas y críticas artísticas. 
A principios de los años 60 viajó repetidas veces a Europa occidental (Polonia, Suiza, Bélgica, Viena, Londres, Roma) especialmente en París pasó bastante tiempo, incluso llegó a los Estados Unidos.
El suicidio de su hermana mayor en 1974 quizás contribuyó a que no escribiera más poesía.
A finales de los años 70 conoció a Jutta Scherrer, historiadora de las religiones alemana.
En 1971 fue distinguido con el premio Attila József, y en 1980 con el Lajos Kossuth.
En 1978 conoció en París a Ingrid Ficheux, con quien en junio de 1980 contrajo matrimonio.
Falleció a la edad de 60 años a consecuencia de un segundo infarto.
La muerte lo alcanzó inesperadamente, lleno de planes.
El 4 de junio una multitud lo acompañó en su último viaje en el cementerio de Farkasrét.

## Libros aparecidos en vida del poeta

### En castellano
- El reverso de la luz. Cuatro poetas húngaros, Ed. Orpheusz, Budapest, 2000. Antología de László Kálnoky; Ágnes Nemes Nagy ; János Pilinszky y Sándor Weöres

### En catalán
- Estelles, Edicions 62, S.A., 1988

### En húngaro
- Halak a hálóban (1942)
- Trapéz és korlát (1946)
- Aranymadár (1957)
- Harmadnapon (1959)
- Rekviem (1964)
- Nagyvárosi ikonok (1970)
- Szálkák (1972)
- Végkifejlet (1974)
- A nap születése (1974)
- Tér és kapcsolat (1975)
- Kráter (1976)
- Beszélgetések Sheryl Suttonnal (1977)
- Válogatott művei (1978)

## Premios
- Premio Baumgarten (1947)
- Premio Attila József (1971)
- Premio Lajos Kossuth (1980)
- Premio Patrimonio Húngaro (1997)

- Datos: Q470011
- Multimedia: János Pilinszky / Q470011